# Aulacospermum multifidum
Aulacospermum multifidum là một loài thực vật có hoa trong họ Hoa tán. Loài này được (Sm.) Meinsh. mô tả khoa học đầu tiên năm 1860.